# Az Ardwick AFC 1891–1892-es szezonja
Az Ardwick AFC az 1891–1892-es szezonban először indult szervezett bajnokságban, a Football Alliance-ben. A bajnokság a szezon végén megszűnt, az Ardwick az új rendszerben a másodosztályban indulhatott.

## Mez
|  |

## Football Alliance
| Dátum                | Ellenfél               | O / I | Helyszín               | Eredmény LG – KG | Gólszerzők                          | Nézőszám |
| -------------------- | ---------------------- | ----- | ---------------------- | ---------------- | ----------------------------------- | -------- |
| 1891. szeptember 12. | Bootle                 | O     | Hyde Road              | 3 – 3            | Whittle, Davies, Morris             | 6 000    |
| 1891. szeptember 19. | Lincoln City           | I     | John O'Gaunts          | 0 – 3            |                                     | 2 000    |
| 1891. szeptember 26. | Burton Swifts          | O     | Hyde Road              | 1 – 0            | Morris                              | 6 000    |
| 1891. október 10.    | Newton Heath           | I     | John O'Gaunts          | 1 – 3            | Davies                              | 4 000    |
| 1891. október 17.    | Birmingham St George's | O     | Hyde Road              | 4 – 3            | Morris, McWhinnie, Boggie (2)       | 6 000    |
| 1891. november 7.    | Walsall Town Swifts    | O     | Hyde Road              | 6 – 0            | Morris (3), Milarvie, Milne, Boggie | 4 500    |
| 1891. november 14.   | Nottingham Forest      | O     | Hyde Road              | 1 – 3            | Morris                              | 11 000   |
| 1891. november 19.   | Nottingham Forest      | I     | Town Ground            | 0 – 4            |                                     | 2 000    |
| 1891. november 21.   | Burton Swifts          | I     | Peel Croft             | 4 – 4            | Boggie (3), Milarvie                | 2 000    |
| 1891. november 28.   | Lincoln City           | O     | Hyde Road              | 2 – 3            | McWhinnie, Davies                   | 12 000   |
| 1891. december 5.    | The Wednesday          | O     | Hyde Road              | 0 – 4            |                                     | 5 000    |
| 1891. december 19.   | Newton Heath           | O     | Hyde Road              | 2 – 2            | Milne (2)                           | 10 000   |
| 1891. december 25.   | Grimsby Town           | O     | Hyde Road              | 3 – 1            | Milarvie (2), Morris                | 6 000    |
| 1891. december 26.   | The Wednesday          | I     | Olive Grove            | 0 – 2            |                                     | 7 000    |
| 1892. január 2.      | Small Heath            | O     | Hyde Road              | 2 – 2            | Morris (2)                          | 4 000    |
| 1892. január 23.     | Bootle                 | I     | Hawthorne Road         | 1 – 2            | Parry                               | 3 000    |
| 1892. január 30.     | Grimsby Town           | I     | Abbey Park             | 0 – 4            |                                     | 3 000    |
| 1892. február 20.    | Small Heath            | I     | Muntz Street           | 0 – 4            |                                     | 2 000    |
| 1892. március 1.     | Crewe Alexandra        | O     | Hyde Road              | 4 – 0            | Milne, Davis (2), Weir              | 5 000    |
| 1892. március 5.     | Birmingham St George's | I     | Fentham Road           | 1 – 0            | Milne                               | 2 000    |
| 1892. március 26.    | Walsall Town Swifts    | I     | Chuckery Sports Ground | 2 – 2            | Davies, Weir                        | 2 000    |
| 1892. április 2.     | Crewe Alexandra        | I     | Nantwich Road          | 2 – 2            | Davies, Angus                       | 2 000    |

### Tabella
| #  | Csapat                 | M  | Gy | D | V  | LG | KG | GK  | P  |
| -- | ---------------------- | -- | -- | - | -- | -- | -- | --- | -- |
| 1  | Nottingham Forest      | 22 | 14 | 5 | 3  | 59 | 22 | +37 | 33 |
| 2  | Newton Heath           | 22 | 12 | 7 | 3  | 69 | 33 | +36 | 31 |
| 3  | Small Heath            | 22 | 12 | 5 | 5  | 53 | 36 | +17 | 29 |
| 4  | The Wednesday          | 22 | 12 | 4 | 6  | 65 | 35 | +30 | 28 |
| 5  | Burton Swifts          | 22 | 12 | 2 | 8  | 54 | 52 | +2  | 26 |
| 6  | Grimsby Town           | 22 | 6  | 6 | 10 | 40 | 39 | +1  | 18 |
| 7  | Crewe Alexandra        | 22 | 7  | 4 | 11 | 44 | 49 | –5  | 18 |
| 8  | Ardwick                | 22 | 6  | 6 | 10 | 39 | 51 | –12 | 18 |
| 9  | Bootle                 | 22 | 8  | 2 | 12 | 42 | 64 | –22 | 18 |
| 10 | Lincoln City           | 22 | 6  | 5 | 11 | 37 | 65 | –28 | 17 |
| 11 | Walsall Town Swifts    | 22 | 6  | 3 | 13 | 33 | 59 | –26 | 15 |
| 12 | Birmingham St George's | 22 | 5  | 3 | 14 | 34 | 64 | –30 | 11 |

A Birmingham St George's csapatától 2 pontot levontak, a csapat szezon végén fel is oszlott
| Színmagyarázat | Színmagyarázat                                                  |
| -------------- | --------------------------------------------------------------- |
|                | A következő évben a First Division-ben indul.                   |
|                | A következő évben a Second Division-ben indul. (Ardwick AFC is) |
|                | Feloszlott                                                      |

## FA-kupa
| 1891. október 3. 1. selejtezőkör |

| Newton Heath                | 5–1 | Ardwick |
| --------------------------- | --- | ------- |
| Sneddon Farman Doughty Edge |     | Pearson |

| North Road, Manchester Nézőszám: 11 000 |

## Manchester Senior Cup
| 1892. február 13. 1. kör |

| Heywood Central | 1–3 | Ardwick            |
| --------------- | --- | ------------------ |
| Gól             |     | Weir Morris Davies |

| Manchester |

| 1892. március 12. Elődöntő |

| Ardwick | 1–3                        | Fairfield       |
| ------- | -------------------------- | --------------- |
| Gól     | (A mérkőzést újrajátsszák) | Gól · Gól · Gól |

| Brooks' Bar, Manchester |

| 1892. április 2. Elődöntő újrajátszás |

| Ardwick                | 4–0 | Fairfield |
| ---------------------- | --- | --------- |
| Davies McWhinnie Milne |     |           |

| North Road, Manchester |

| 1892. április 23. Döntő |

| Ardwick           | 4–1   | Bolton Wanderers |
| ----------------- | ----- | ---------------- |
| Morris Weir Milne | (1–1) | Gardiner         |

| North Road, Manchester Nézőszám: 5 000 |

## Játékosok
| Poz. | Játékos            | Bajnokság | Bajnokság | FA-kupa  | FA-kupa | Összesen | Összesen |
| Poz. | Játékos            | Fellépés  | Gól       | Fellépés | Gól     | Fellépés | Gól      |
| ---- | ------------------ | --------- | --------- | -------- | ------- | -------- | -------- |
| K    | William Douglas    | 22        | 0         | 1        | 0       | 23       | 0        |
| V    | Charlie Parry      | 11        | 1         | 0        | 0       | 11       | 1        |
| CS   | Jack Angus         | 1         | 1         | 0        | 0       | 1        | 1        |
| CS   | Bob Milarvie       | 19        | 4         | 1        | 0       | 20       | 4        |
| CS   | Hugh Morris        | 22        | 10        | 1        | 0       | 23       | 10       |
| CS   | David Weir         | 18        | 2         | 0        | 0       | 18       | 2        |
| --   | Joe Baker          | 1         | 0         | 0        | 0       | 1        | 0        |
| --   | Boggie             | 11        | 6         | 0        | 0       | 11       | 6        |
| --   | Cooke              | 9         | 0         | 0        | 0       | 9        | 0        |
| --   | Davidson           | 6         | 0         | 0        | 0       | 6        | 0        |
| --   | Joe Davies         | 22        | 7         | 1        | 0       | 23       | 7        |
| --   | Archibald Ferguson | 3         | 0         | 1        | 0       | 4        | 0        |
| --   | William Hopkins    | 5         | 0         | 0        | 0       | 5        | 0        |
| --   | Jackson            | 10        | 0         | 0        | 0       | 10       | 0        |
| --   | A. Jones           | 1         | 0         | 0        | 0       | 1        | 0        |
| --   | John McVickers     | 2         | 0         | 0        | 0       | 2        | 0        |
| --   | McWhinnie          | 11        | 2         | 1        | 0       | 12       | 2        |
| --   | Harry Middleton    | 2         | 0         | 0        | 0       | 2        | 0        |
| --   | John Milne         | 18        | 5         | 1        | 0       | 19       | 5        |
| --   | Neil               | 1         | 0         | 0        | 0       | 1        | 0        |
| --   | Pearson            | 4         | 0         | 1        | 1       | 5        | 1        |
| --   | Powery             | 1         | 0         | 0        | 0       | 1        | 0        |
| --   | David Robson       | 19        | 0         | 1        | 0       | 20       | 0        |
| --   | Robert Robinson    | 1         | 0         | 0        | 0       | 1        | 0        |
| --   | Sharpe             | 7         | 0         | 0        | 0       | 7        | 0        |
| --   | Danny Whittle      | 16        | 1         | 1        | 0       | 17       | 1        |

### Gólszerzők
| Játékos       | Gól |
| ------------- | --- |
| Hugh Morris   | 10  |
| Joe Davies    | 7   |
| Boggie        | 6   |
| John Milne    | 5   |
| Bob Milarvie  | 4   |
| McWhinnie     | 2   |
| David Weir    | 2   |
| Jack Angus    | 1   |
| Charlie Parry | 1   |
| Danny Whittle | 1   |
| Pearson       | 1   |

| Játékos       | Gól |
| ------------- | --- |
| Hugh Morris   | 10  |
| Joe Davies    | 7   |
| Boggie        | 6   |
| John Milne    | 5   |
| Bob Milarvie  | 4   |
| McWhinnie     | 2   |
| David Weir    | 2   |
| Jack Angus    | 1   |
| Charlie Parry | 1   |
| Danny Whittle | 1   |

| Játékos | Gól |
| ------- | --- |
| Pearson | 1   |

## Fordítás
- Ez a szócikk részben vagy egészben  a(z)   1891–92 Ardwick A.F.C. season című angol Wikipédia-szócikk fordításán alapul.  Az eredeti cikk szerkesztőit annak laptörténete sorolja fel. Ez a jelzés csupán a megfogalmazás eredetét és a szerzői jogokat jelzi, nem szolgál a cikkben szereplő információk forrásmegjelöléseként.